# 夢見白書
『夢見白書』（ゆめみはくしょ）とは2008年6月27日にH℃より発売された、18禁ゲームソフト。前作である『夢見師』とは世界観で繋がっており、前作の登場人物が登場する。同年10月30日にプリンセスソフトよりCEROレーティングB区分（12歳以上対象）のPlayStation 2版『夢見白書〜Second Dream〜』が発売された。

## ストーリー
主人公、夢川遊斗は天川環に恋心を寄せており、かねてより告白しようと考えていた。そして、友人達の手により環への告白の場を与えられる事となる。だが、想いは伝えられず、強引にはぐらかしてしまう。その直後、環は車で跳ねられ死亡する。悲しみに明け暮れる遊斗だったが、そんな遊斗の前に死神・こよみが現れ、同時に死んだはずの環の姿を発見する。こよみの話を聞いていた遊斗だったが、『夢見白書』と呼ばれるものを使えば環が生き返るかもしれないと聞き、遊斗は行動に移す。

## 登場人物
夢川 遊斗（ゆめかわ ゆうと）
主人公。天川環に惹かれており、いつかは告白しようと考えていた。だが、環が死んで以降悲しみに明け暮れた日々を過ごす。だが、夢幻体（幽霊）となった環と出会い、生き返るかもしれないと聞き、再び希望を持つ。
天川 環（あまのがわ たまき）
声：秋月まい
主人公、遊斗の初恋の相手。お互いに惹かれており、両想いであった。事故に巻き込まれて以来、夢幻体となって遊斗の傍を付きまとっている。
矢羽田 空（やはた そら）
声：杉浦さつき
遊斗や陽とは友人であるが、それ以上に環とは親友である。遊斗の事が好きであるが、遊斗や環が互いに惹かれ合っているのを知って、自ら遊斗への想いを抑え、身を引くが……。
神代 聖（かみしろ ひじり）
声：五行なずな
遊斗の前に現れた夢幻体。遊斗の先輩にあたる。この世に未練があり、この世界に留まっているが、あまり自分から話そうとしないため、なぜ夢幻体のままなのか不明である。
御手洗 幽水（みたらい ゆみ）
声：榊るな
遊斗の後輩にあたる。性格がきつく、常に人を寄せ付けないオーラを出しているため、あまり友人がいない。霊奈によると昔は優しい姉だったという。
御手洗 霊奈（みたらい れな）
声：榊るな
遊斗の前に現れた夢幻体。双子の姉である幽水の事が心配で成仏できずにいる。
こよみ
声：大花どん
「死神」を名乗って、環と共に遊斗の前に現れる。主に魂を成仏させる役割を持つ。
夢村 登瀬（ゆめむら とせ）
声：Yuki-Lin
前作『夢見師』の主人公、夢村広宇の祖母。職業は占い師。占い師としての名は全国にまで広まり、大勢のファンが存在する。今回、取材で立ち寄ったこの町で遊斗の学園にやってくる。
雲村 陽（くもむら よう）
声：紀之
遊斗の親友。遊斗、陽、環、空の4人で一緒に行動することが多い。そのため、遊斗だけでなく、環や空の事もよく分かっている。
姫原 夢加（ひめはら ゆめか）
声：天乃そら
陽が何度も告白しては玉砕している相手。姫原と呼ばれることを嫌っており、自分には夢加と呼んでほしいといっている。
夢川 翔子（ゆめかわ しょうこ）
声：本山美奈
遊斗の母親にして喫茶「リブロビアンコ」の店長。主人公の生みの親ではなく、父親の再婚相手である。そのためか、遊斗が今の母に向かって「母さん」と呼べない。そのことが遊斗の悩みの種にもなっている。
雲村 月見（くもむら つきみ）
声：南條愛乃
PS2版の追加キャラクター。陽の妹。
女好きの兄が嫌いで、「遊斗先輩が兄だったらよかったのに」と口にしている。また、環に理想の女性としての憧れを抱いている。

## スタッフ
- 原画：ねみぎつかさ
- シナリオ：木村ころや